# UnitedHealth Group
UnitedHealth Group è una multinazionale statunitense attiva nel settore delle assicurazioni. L'azienda ha la propria sede legale nel Minnesota, a Minnetonka.

## Storia
L'azienda è stata fondata nel 1977, divenendo una società ad azionariato diffuso sette anni dopo. UnitedHealth Group si è posizionata all'ottavo posto, nel 2024, della Fortune Global 500 stilata da Forbes.